# Mount Lupa
Mount Lupa ist ein eisbedeckter und 1625 m (nach Angaben des UK Antarctic Place-Names Committee rund 1700 m) hoher Berg mit abgeflachtem Gipfel an der Fallières-Küste des Grahamlands auf der Antarktischen Halbinsel. Er ragt zwischen dem Romulus- und dem Martin-Gletscher ostsüdöstlich des Black Thumb sowie 8 km östlich der Rymill Bay auf.
Eine erste grobe Kartierung des Bergs nahmen Teilnehmer der British Graham Land Expedition (1934–1937) unter der Leitung des australischen Polarforschers John Rymill vor. Zwischen 1948 und 1949 wurde er durch den Falkland Islands Dependencies Survey vermessen. Benannt ist er in Verbindung mit dem Romulus- und dem Remus-Gletscher nach der Wölfin (lateinisch Mamma Lupa), die das Brüderpaar Romulus und Remus nach römischer Überlieferung aufgezogen hatte.